# Euphorbia graminea
Euphorbia graminea Jacq. es una especie fanerógama perteneciente a la familia de las euforbiáceas. 

## Descripción

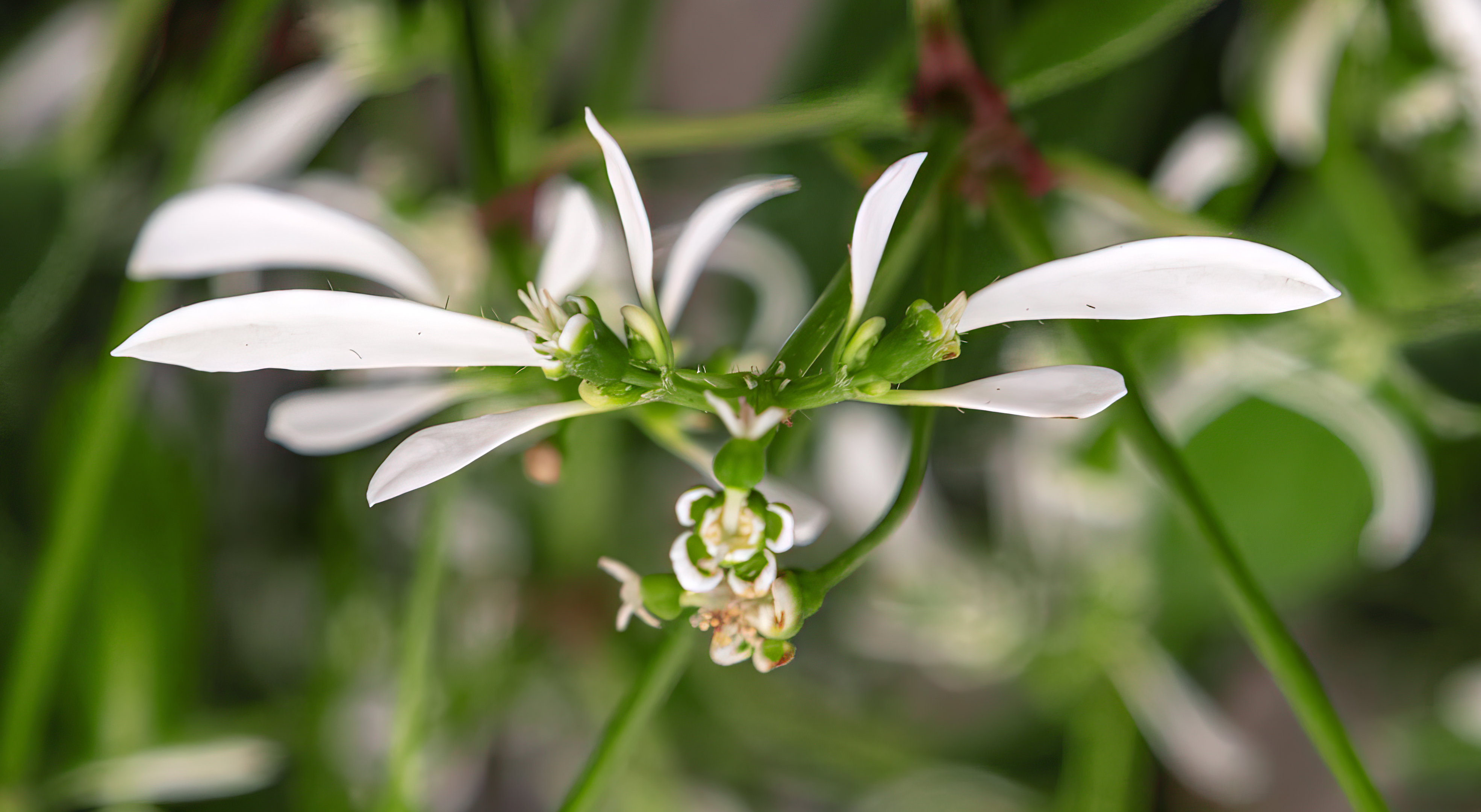
Euphorbia graminea - Flor

Es una planta anual, rastrera, ascendente o erecta, pilosa (con pelos rectos u ondulados de color verde claro, pero sobre todo en las porciones tiernas, con tendencia al color morado) o con muy pocos pelos. Alcanza de  10 a 50 cm (1 m) de alto. Tiene el tallo delgado, dicótomo. Las hojas son alternas en la parte inferior, opuestas en la superior, estípulas diminutas, pecíolos muy delgados de 0.3 a 3 cm de largo, láminas de forma variable, por lo común anchas a estrechamente ovadas, pero a veces oblongas a lanceoladas, de 0.5 a 3 cm de largo por 0.3 a 2.5 cm de ancho, ápice agudo u obtuso, borde casi siempre entero, muy rara vez aserrado, base cuneada a redondeada, de textura delgada, color verde claro a veces más pálido por el envés. La inflorescencia  son ciatios (inflorescencias especiales del género Euphorbia, que parecen una flor) terminales o en las bifurcaciones de las ramas, solitarios o por pares sobre pedicelos de 0.2 a 1.5 cm de largo; involucro acampanado, de 1 mm de largo, por lo general piloso, glándulas 4 o 5, con apéndices petaloides enteros, obovados, blanquecinos o en ocasiones algo morados.  El fruto es una cápsula trilobada, sin pelos, de 1.5 a 2 mm de alto, estilos más bien largos y delgados, bífidos a veces casi desde la base; semillas ovoides, prolongadas y cilíndricas, truncadas en la base, de 1.5 mm de largo, blancas, amarillentas o cafés, con tubérculos dispuestos en hileras entrecruzadas a modo de cuadrícula y en el centro de cada cuadro existe un orificio, carúncula ausente o diminuta.

## Distribución
Es nativa de América tropical. Se distribuye del centro y sur de México hasta Sudamérica y las Antillas.

## Hábitat
Es ruderal y arvense, entre las veredas a veces se encuentran individuos achaparrados, matorrales, bosques alterados. En la selva baja caducifolia, selva alta perennifolia, bosque de pino-encino y en matorral xerófilo.
En el Valle de México se registra hasta los 2350 m s. n. m. En Nicaragua de los 200 a los 1500 m.

## Variedades
- Euphorbia graminea var. graminea.
- Euphorbia graminea var. novogaliciana McVaugh (1993).

## Taxonomía
Euphorbia graminea fue descrita por Nikolaus Joseph von Jacquin y publicado en Selectarum Stirpium Americanarum Historia ... 151. 1763.
Etimología
Euphorbia: nombre genérico que deriva del médico griego del rey Juba II de Mauritania (52 a 50 a. C. - 23), Euphorbus, en su honor – o en alusión a su gran vientre –  ya que usaba médicamente Euphorbia resinifera. En 1753 Carlos Linneo asignó el nombre a todo el género.
graminea: epíteto latino que significa "graminea".
Sinonimia
- Adenopetalum gramineum (Jacq.) Klotzsch & Garcke (1860).
- Eumecanthus gramineus (Jacq.) Millsp. (1916).
- Agaloma graminea (Jacq.) D.B.Ward (2007).[4][5]